# Palpostoma armiceps
Palpostoma armiceps är en tvåvingeart som beskrevs av Malloch 1931. Palpostoma armiceps ingår i släktet Palpostoma och familjen parasitflugor. Inga underarter finns listade i Catalogue of Life.